# Klaipėda-Brass-Quintett
Das Klaipėd-Brass-Quintett (lit. Klaipėdos brass kvintetas) ist das älteste Blechbläserquintett in Litauen. Es gehört der Konzertanstalt "Klaipėdos koncertų salė" in Klaipėda.

## Zusammensetzung
Die Musiker sind Vilmantas Bružas (Leiter, Trompete), Alius Maknavičius (Trompete), Steponas Sugintas (Posaune), Algirdas Ulteravičius (Waldhorn), Jurgis Dargis (Tuba). Sie sind Pädagogen der Klaipėdos universitetas, am Kunstgymnasium Klaipėda, Konservatorium Klaipėda und spielen auch im Sinfonieorchester Kleinlitauens und im Musiktheater Klaipėda.

## Geschichte
1986 fand das erste Konzert statt. 1988 belegte das Quintett den 3. Platz im Blechbläserquintett-Wettbewerb Saratov und bekam das Diplom des Philip-Jones-Wettbewerbs in Ungarn. Im Jahr 1994 nahm das Quintett am Wettbewerb der Europäischen Kammerensembles in Elsass (Frankreich).
Das Quintett hatte Konzerte in Deutschland, Dänemark, Niederlande, Polen.